# James Nayler
James Nayler (oder Naylor) (* 1618 in Ardsley, South Yorkshire, England; † 21. Oktober 1660 in Yorkshire, England) war ein freier Prediger und ein führender englischer Quäker.

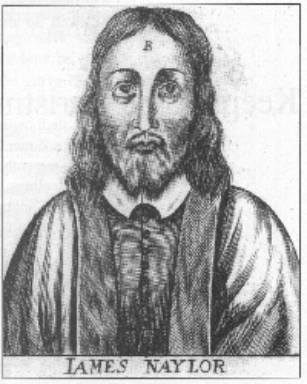
Undatiertes Porträt

## Leben
Nayler diente von 1642 bis 1651 in der Armee des Parlaments während des englischen Bürgerkriegs. Unter General John Lambert war er zwei Jahre Quartiermeister. In dieser Zeit begann er auch als Dissenter zu predigen. 1651 traf er George Fox, den Gründer der Quäker, in Wakefield und wurde selbst Quäker. Drei Jahre arbeitete er eng mit Fox zusammen, er war ein charismatischer und eifriger Evangelist und wurde Valiant Sixty genannt. 1653 wurde er wegen angeblicher Blasphemie für zwanzig Wochen inhaftiert. 1655 ging er nach London und wurde ein wichtiger und prominenter Quäker. Einige enthusiastische Quäkerinnen verehrten ihn und hielten ihn für die Reinkarnation von Christus.
Bekannt ist er heute in erster Linie durch die Konflikte mit George Fox, dem Hauptbegründer des Quäkertums. Ursache war zum einen, dass die vorwiegend weiblichen Anhänger von James Nayler gegen George Fox hetzten, und er dem keinen Einhalt gebot. Zum anderen warf ihm Fox Überheblichkeit vor. Zum offenen Bruch kam es dann im Herbst 1656, als Nayler trotz Cromwells Aufforderung Milde walten zu lassen, vom House of Commons wegen Blasphemie verurteilt, misshandelt und inhaftiert wurde. Zuvor war er von seinen Gefolgsleuten beim Einzug auf dem Pferd in Bristol als Herr Gott von Israel, als wiederkehrender Christus wie Jesus am Palmsonntag in Jerusalem, empfangen und als Heiliger verehrt worden. Nach seiner Verhaftung wurde er im Dezember 1656 durch die Straßen Bristols geschleift, mit einem B auf der Stirn gebrandmarkt, seine Zunge durchstochen und im Gefängnis musste er dann zwei Jahre harte Arbeit leisten. 
Ab 1658, in den Jahren danach, bereute er das Geschehene und führte zu seiner Verteidigung an, dass er nie für sich in Anspruch genommen habe, der Messias zu sein, sondern nur, dass Jesus in ihm sei. Diese angebliche göttliche Führung, mit der er sich früher gerechtfertigt hatte, stritt er nach seiner Verurteilung ab. Nach seinem Gefängnisaufenthalt war er ein körperlich gebrochener Mann, und er bemühte sich um die Versöhnung mit Fox. Diese kam schließlich 1659 oder 1660 durch die Bemühungen von William Dewsbury zustande. Nur kurze Zeit später verstarb James Nayler am 21. Oktober 1660, nachdem er tags zuvor ausgeraubt und auf einem Feld liegen gelassen wurde.

## Schriften
- Works of James Nayler, Volume I, 1652–1654; Quaker Heritage Press, 2003.
- Works of James Nayler, Volume 2, 1655.
- Works of James Nayler, Volume 3, 1656.
- Works of James Nayler, Volume 2, 1657–1654.[4]